# Brisbane International 2024 - Qualificazioni singolare maschile
Le qualificazioni del singolare del Brisbane International 2024 sono un torneo di tennis preliminare per accedere alla fase finale della manifestazione. I vincitori dell'ultimo turno entreranno di diritto nel tabellone principale. In caso di ritiro di uno o più giocatori aventi diritto, a questi sono subentrati i lucky loser, ossia i giocatori che hanno perso nell'ultimo turno ma che avevano una classifica più alta rispetto agli altri partecipanti che avevano comunque perso nel turno finale.

## Teste di serie
1. Tomáš Macháč (qualificato)
2. Grégoire Barrère (ultimo turno)
3. Daniel Elahi Galán (ultimo turno)
4. Alex Michelsen (qualificato)
5. Dominic Thiem (qualificato)
6. Quentin Halys (primo turno)

1. Aleksandar Kovacevic (ultimo turno)
2. Diego Schwartzman (ultimo turno)
3. James Duckworth (qualificato)
4. Francisco Comesaña (primo turno)
5. Maxime Cressy (ultimo turno)
6. Giulio Zeppieri (ultimo turno)

## Qualificati
1. Tomáš Macháč
2. James Duckworth
3. Li Tu

1. Alex Michelsen
2. Dominic Thiem
3. Lukáš Klein

## Tabellone

### Sezione 1
|  | Primo turno | Primo turno          | Primo turno          | Primo turno | Primo turno |  |  | Ultimo turno | Ultimo turno         | Ultimo turno         | Ultimo turno | Ultimo turno |  |
|  |             |                      |                      |             |             |  |  |              |                      |                      |              |              |  |
|  | 1           | Tomáš Macháč         | Tomáš Macháč         | 7           | 6           |  |  |              |                      |                      |              |              |  |
|  | WC          | Blake Ellis          | Blake Ellis          | 62          | 2           |  |  | 1            | Tomáš Macháč         | Tomáš Macháč         | 6            | 6            |  |
|  |             | Federico Gaio        | Federico Gaio        | 65          | 2           |  |  | 7            | Aleksandar Kovacevic | Aleksandar Kovacevic | 4            | 2            |  |
|  | 7           | Aleksandar Kovacevic | Aleksandar Kovacevic | 7           | 6           |  |  |              |                      |                      |              |              |  |

### Sezione 2
|  | Primo turno | Primo turno      | Primo turno      | Primo turno | Primo turno |  |  | Ultimo turno | Ultimo turno     | Ultimo turno     | Ultimo turno | Ultimo turno |  |
|  |             |                  |                  |             |             |  |  |              |                  |                  |              |              |  |
|  | 2           | Grégoire Barrère | Grégoire Barrère | 6           | 6           |  |  |              |                  |                  |              |              |  |
|  | WC          | Dane Sweeny      | Dane Sweeny      | 3           | 0           |  |  | 2            | Grégoire Barrère | Grégoire Barrère | 1            | 62           |  |
|  |             | Philip Sekulic   | Philip Sekulic   | 65          | 4           |  |  | 9            | James Duckworth  | James Duckworth  | 6            | 7            |  |
|  | 9           | James Duckworth  | James Duckworth  | 7           | 6           |  |  |              |                  |                  |              |              |  |

### Sezione 3
|  | Primo turno | Primo turno        | Primo turno        | Primo turno | Primo turno |  |  | Ultimo turno | Ultimo turno       | Ultimo turno       | Ultimo turno | Ultimo turno |  |
|  |             |                    |                    |             |             |  |  |              |                    |                    |              |              |  |
|  | 3           | Daniel Elahi Galán | Daniel Elahi Galán | 7           | 6           |  |  |              |                    |                    |              |              |  |
|  | PR          | Andrej Kuznecov    | Andrej Kuznecov    | 5           | 3           |  |  | 3            | Daniel Elahi Galán | Daniel Elahi Galán | 3            | 65           |  |
|  |             | Li Tu              | 7                  | 5           | 7           |  |  |              | Li Tu              | Li Tu              | 6            | 7            |  |
|  | 10          | Francisco Comesaña | 61                 | 7           | 63          |  |  |              |                    |                    |              |              |  |

### Sezione 4
|  | Primo turno | Primo turno          | Primo turno          | Primo turno | Primo turno |  |  | Ultimo turno | Ultimo turno      | Ultimo turno      | Ultimo turno | Ultimo turno |  |
|  |             |                      |                      |             |             |  |  |              |                   |                   |              |              |  |
|  | 4           | Alex Michelsen       | Alex Michelsen       | 6           | 6           |  |  |              |                   |                   |              |              |  |
|  | Alt         | Alessandro Giannessi | Alessandro Giannessi | 3           | 2           |  |  | 4            | Alex Michelsen    | Alex Michelsen    | 6            | 6            |  |
|  | WC          | Jacob Bradshaw       | Jacob Bradshaw       | 2           | 4           |  |  | 8            | Diego Schwartzman | Diego Schwartzman | 1            | 4            |  |
|  | 8           | Diego Schwartzman    | Diego Schwartzman    | 6           | 6           |  |  |              |                   |                   |              |              |  |

### Sezione 5
|  | Primo turno | Primo turno     | Primo turno     | Primo turno | Primo turno |  |  | Ultimo turno | Ultimo turno    | Ultimo turno | Ultimo turno | Ultimo turno |  |
|  |             |                 |                 |             |             |  |  |              |                 |              |              |              |  |
|  | 5           | Dominic Thiem   | 2               | 7           | 6           |  |  |              |                 |              |              |              |  |
|  | Alt         | James McCabe    | 6               | 64          | 4           |  |  | 5            | Dominic Thiem   | 3            | 6            | 6            |  |
|  | WC          | Omar Jasika     | Omar Jasika     | 5           | 3           |  |  | 10           | Giulio Zeppieri | 6            | 4            | 4            |  |
|  | 10          | Giulio Zeppieri | Giulio Zeppieri | 7           | 6           |  |  |              |                 |              |              |              |  |

### Sezione 6
|  | Primo turno | Primo turno   | Primo turno   | Primo turno | Primo turno |  |  | Ultimo turno | Ultimo turno  | Ultimo turno | Ultimo turno | Ultimo turno |  |
|  |             |               |               |             |             |  |  |              |               |              |              |              |  |
|  | 6           | Quentin Halys | Quentin Halys | 4           | 61          |  |  |              |               |              |              |              |  |
|  |             | Lukáš Klein   | Lukáš Klein   | 6           | 7           |  |  |              | Lukáš Klein   | 4            | 7            | 6            |  |
|  |             | Ryan Peniston | Ryan Peniston | 4           | 4           |  |  | 11           | Maxime Cressy | 6            | 68           | 4            |  |
|  | 11          | Maxime Cressy | Maxime Cressy | 6           | 6           |  |  |              |               |              |              |              |  |